# Muzio Scevola
Muzio Scevola (HWV 13) er en opera i tre akter. Den italienske libretto blev skrevet af Paolo Antonio Rolli, der tilpassede en tekst af Silvio Stampiglia. Musikken til første akt blev komponeret af Filippo Amadei (hvis efternavn undertiden skrives "Mattei"), anden akt af Giovanni Battista Bononcini og tredje akt af Georg Friedrich Händel. Klassisk musik skrevet i samarbejde mellem flere komponister var almindelig i det 18. århundrede, selv om dette værk er det eneste eksempel fra London. Bononcini havde skrevet musikken til to tidligere behandlinger af denne historie på egen hånd, i hhv. 1695 og 1710.
Operaen blev første gang opført på King's Theatre i London den 15. april 1721 og gentaget den 7. november 1722. Den blev også opført i Hamburg. Den første moderne opførelse fandt sted i Essen i 1928.

## Roller
| Rolle                           | Stemmetype        | Originalbesætning, 15. april 1721 (Dirigent: -) |
| ------------------------------- | ----------------- | ----------------------------------------------- |
| Fidalma                         | Sopran            | Maria Maddalena Salvai                          |
| Clelia (Cloelia)                | Sopran            | Margherita Durastanti                           |
| Tarquinio (Lucius Tarquinius)   | Sopran (castrato) | Caterina Gallarati                              |
| Irene, datter af Porsena        | Alt               | Anastasia Robinson                              |
| Orazio (Horatius Cocles)        | Soprankastrat     | Matteo Berselli                                 |
| Muzio Scevola (Mucius Scaevola) | Altkastrat        | Francesco Bernardi ("Senesino")                 |
| Porsena, konge af Etrurien      | Bas               | Giuseppe Maria Boschi                           |
| Elisa                           | Sopran            |                                                 |
| Vitellia                        | Sopran            |                                                 |
| Milo                            | Bas               |                                                 |
| Publicola                       | Bas               |                                                 |

## Diskografi
Newport Classic NPD 85540/260125: Julianne Baird; Brewer Baroque Chamber Orchestra; Rudolph Palmer, dirigent.

## E-bog
- Partitur Arkiveret 7. januar 2022 hos  Wayback Machine. Tredje akt af Muzio Scevola (ed. Friedrich Chrysander, Leipzig 1874)